# قارورة (وحدة)
القارورة هي وحدة بريطانية للكتلة أو الوزن في نظام أفواردوبوا، وتستخدم لقياس الزئبق. ويُعرف بـ 76 رطلاً (34 كجم). بالقرب من درجة حرارة الغرفة، تشغل قارورة الزئبق حجماً يبلغ حوالي 2.5451 لتراً (86.060 أونصة سائلة أمريكية؛ 89.575 أونصة سائلة).

## التحويل
1 قارورة (زئبق) ≡ 76 رطل
1 قارورة (زئبق) ≡ 34.47302012 كجم